# Khatia Dekanoidze
Khatia Dekanoidze (en géorgien : ხატია დეკანოიძე, en ukrainien : Хатія Мамуківна Деканоїдзе), née le 20 janvier 1977 à Tbilissi (URSS), est une femme politique géorgienne et ukrainienne. 

## Biographie

### Formation
En 1999, elle obtient un diplôme de relations internationales à l'université d'État de Tbilissi. Elle complète sa formation en langue anglaise à l'université d'Europe centrale, à Budapest. 

### États-Unis
Elle rejoint ensuite le think tank RAND Corporation.

### Géorgie
En 2004, après la révolution des Roses, elle fait partie du groupe de personnalités politiques réformatrices qui suivent Mikheil Saakachvili lorsqu'il devient président. 
Elle commence sa carrière a l'ambassade de Géorgie à Washington, puis travaille au Conseil national de la sécurité de Géorgie. 
De 2007 à 2012, elle est employée par le ministère de l'Intérieur, où elle dirige en particulier l'École de police.
Le 30 mai 2012, elle rejoint le ministère de l'Éducation et des Sciences. Elle en prend la responsabilité le 4 juillet 2012 et la perd le 25 octobre 2012 avec l'arrivée d'une nouvelle majorité parlementaire (Rêve géorgien de Bidzina Ivanichvili).

### Ukraine
Par la suite, avec Eka Zgouladze, elle participe à la refonte de la police ukrainienne. Cette réforme se fait facilement dans le secteur routier, mais rencontre des obstacles dans les autres moyens de transport.
Le 4 novembre 2015, elle est nommée par le ministre de l'Intérieur Arsen Avakov à la direction de la police ukrainienne.
Le 14 novembre 2016, elle démissionne de son poste. Deux jours plus tard, le gouvernement ukrainien annonce qu'elle a été limogée.

## Source
- (en) Cet article est partiellement ou en totalité issu de l’article de Wikipédia en anglais intitulé « Khatia Dekanoidze » (voir la liste des auteurs).